# Lê Cát Trọng Lý (album)
Lê Cát Trọng Lý là album nhạc đầu tay ra mắt năm 2011 của nữ nhạc sĩ người Việt Nam Lê Cát Trọng Lý. Sau khi phát hành, album này đã trở thành hiện tượng của thị trường âm nhạc Việt Nam và là album đặt hàng trên mạng nhiều nhất năm 2011 của Phương Nam Film.

## Sản xuất
Năm 2007, khi đang là sinh viên bộ môn Viola của Nhạc viện Thành phố Hồ Chí Minh, Lê Cát Trọng Lý có ý định thực hiện album riêng đầu tay với tên gọi Trời ơi nhưng phải đến tháng 5 năm 2010 cô mới bắt đầu thực hiện được. Đội ngũ sản xuất ban đầu là những người bạn đã chơi nhạc cùng cô suốt 3 năm,  Cao Hồng Hà (guitar), Nguyễn Nho Trường Sa (guitar solo) cùng với một tay chơi piano là Vũ Đặng Quốc Việt.
Tựa đề album Trời ơi được đổi thành Lê Cát Trọng Lý, ca khúc "Trời ơi" vẫn được giứ lại trong album này. Album gồm có 9 ca khúc, ngoài có 6 ca khúc do cô sáng tác và từng biểu diễn còn có 1 sáng tác mới là "Bài không tên", cùng 2 ca khúc của tác giả khác nhưng có cùng phong cách là “Lúng ta lúng túng” của Sa Huỳnh và “Cơn bão nghiêng đêm” của Thanh Tùng. Riêng ca khúc "Chênh vênh" được thực hiện với hai phiên bản là đệm nhạc với guitar và với pinao.

## Phát hành
Album Lê Cát Trọng Lý được giới thiệu và bắt đầu thu âm từ cuối tháng 6 năm 2010 và được phát hành vào ngày 20 tháng 1 năm 2011.
Nhạc sĩ Trần Tiến 

### Danh sách ca khúc
| STT | Nhan đề                       | Sáng tác        | Thời lượng |
| --- | ----------------------------- | --------------- | ---------- |
| 1.  | "Giấc mộng lớn"               | Lê Cát Trọng Lý |            |
| 2.  | "Mùa yêu"                     | Lê Cát Trọng Lý |            |
| 3.  | "Lúng ta lúng túng"           | Sa Huỳnh        |            |
| 4.  | "Chênh vênh"                  | Lê Cát Trọng Lý |            |
| 5.  | "Hương lạc"                   | Lê Cát Trọng Lý |            |
| 6.  | "Chuyến xe"                   | Lê Cát Trọng Lý |            |
| 7.  | "Không tên"                   | Lê Cát Trọng Lý |            |
| 8.  | "Trời ơi"                     | Lê Cát Trọng Lý |            |
| 9.  | "Cơn bão nghiêng đêm"         | Thanh Tùng      |            |
| 10. | "Chênh vênh (guitar version)" | Lê Cát Trọng Lý |            |

## Đón nhận

### Đánh giá
Sau khi nghe album này, nhạc sĩ Trần Tiến cho rằng Lê Cát Trọng Lý là một nhạc sĩ đáng được tôn vinh, nhưng không phải là một ca sĩ hay.
Sau liveshow tháng 4 của chương trình Album vàng 2010, nhạc sĩ Minh Châu cho rằng album Lê Cát Trọng Lý là một album "cá tính khi tự design, hát, đệm…, một album mộc (mạc)" nhưng nữ nghệ sĩ đã "hơi quá tự tin khi thực hiện album này".

### Giải thưởng
| Năm  | Giải thưởng                | Đề cử            | Đối tượng nhận giải | Kết quả        | Chú thích |
| ---- | -------------------------- | ---------------- | ------------------- | -------------- | --------- |
| 2011 | Album vàng 2010            | Tháng 4          | (album)             | Album ấn tượng | [ 11 ]    |
| 2011 | Album vàng 2010            | Chương trình năm | (album)             | Album ấn tượng | [ 12 ]    |
| 2012 | Giải thưởng Cống hiến 2011 | Album của năm    | (album)             | Đề cử          | [ 13 ]    |
| 2012 | Giải thưởng Cống hiến 2011 | Nhạc sĩ của năm  | Lê Cát Trọng Lý     | Đoạt giải      | [ 14 ]    |